# Liste der Unterzeichner der Verfassung der Vereinigten Staaten

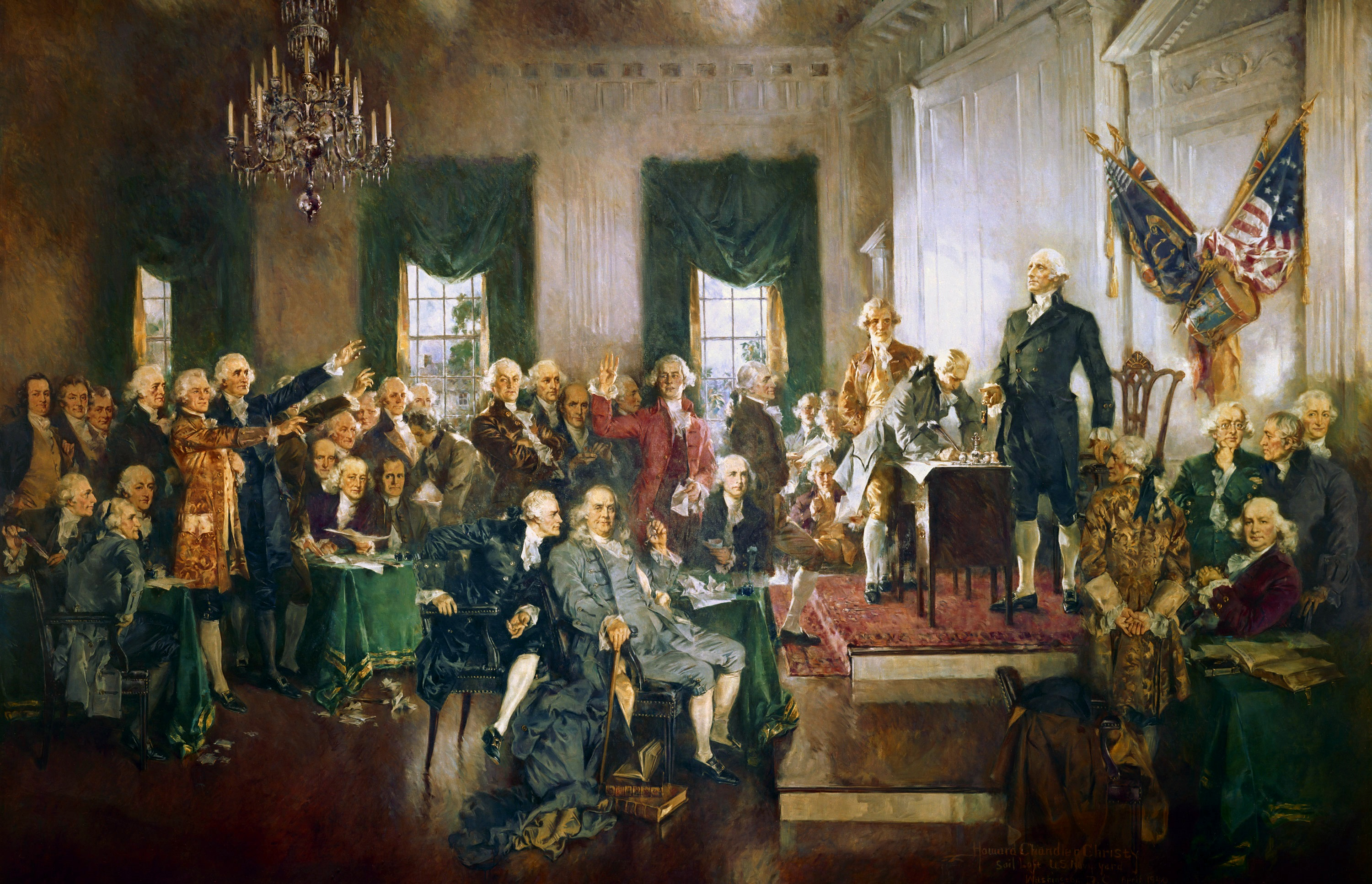
Szene bei der Unterzeichnung der Verfassung der Vereinigten Staaten, ein berühmtes Gemälde Howard Chandler Christys.

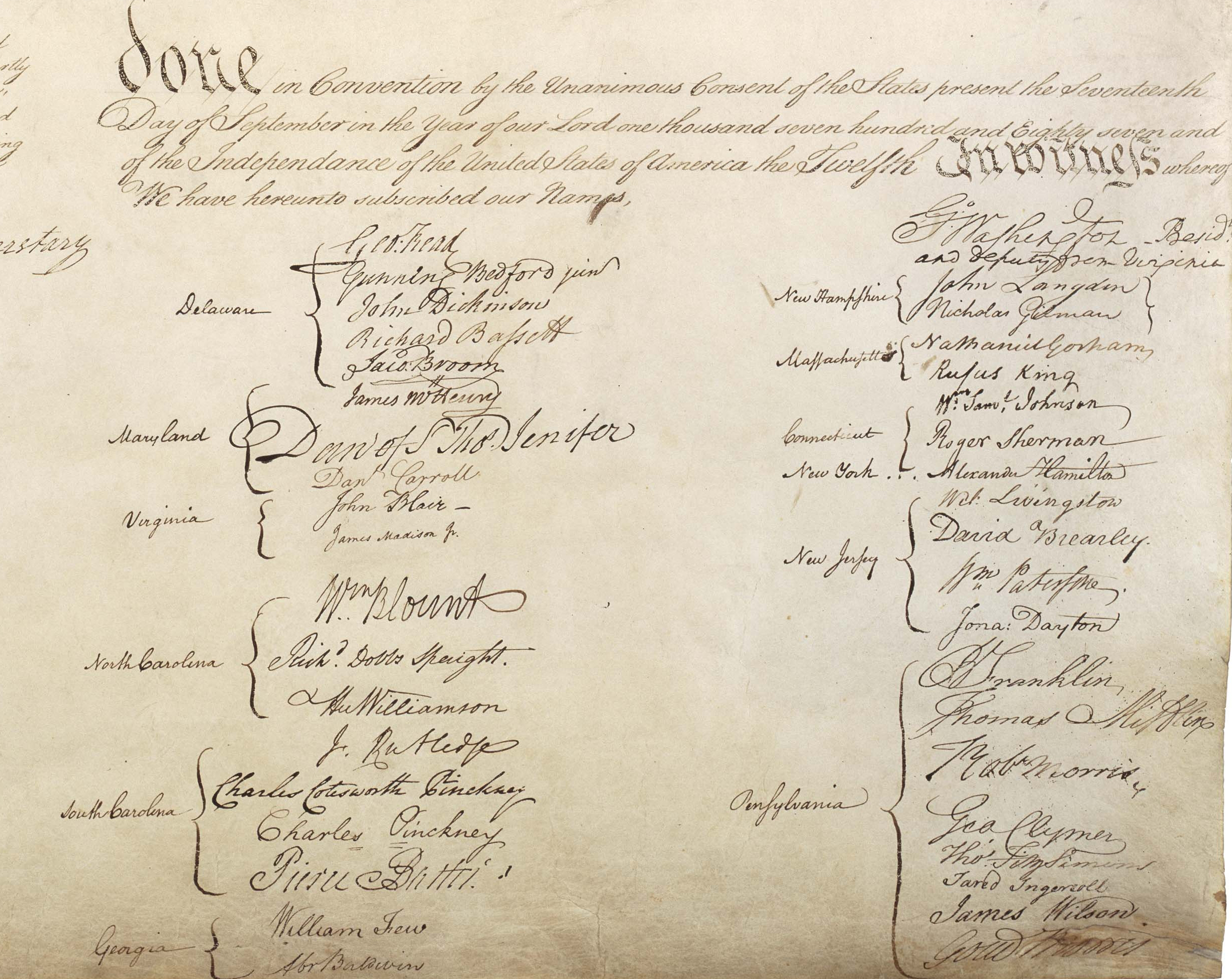
Abschnitt des vierten Teils der ursprünglichen Verfassung, das die Unterschriften der Delegierten zeigt.

Die Liste der Unterzeichner der Verfassung der Vereinigten Staaten enthält die Namen der Unterzeichner, sowohl in der Reihenfolge, wie sie auf der Unterschriftsseite erscheinen, als auch namentlich sortiert. Unter der Führung George Washingtons wurde die Verfassung der Vereinigten Staaten von diesen 39 Delegierten der Philadelphia Convention am 17. September 1787 in Philadelphia unterzeichnet. Die Verfassung wurde von keinem Delegierten aus Rhode Island unterzeichnet, da dieser Staat keine Vertreter entsandte. Außerdem nahmen auch einige berühmte geschichtliche Personen dieser Zeit nicht an der Versammlung teil; darunter insbesondere Thomas Jefferson und John Adams, die beide auf diplomatischer Mission im Ausland unterwegs waren, als auch Samuel Adams, Thomas Paine und Patrick Henry, die das bestehende Regierungssystem ausreichend fanden. Zusätzlich zu den offiziellen Unterzeichnern unterschrieb auch ein William Jackson das Dokument, nicht als Delegierter, sondern um die Unterzeichnung zu beurkunden.

## Liste
Die Nummerierung erfolgt gemäß der Reihenfolge der Unterzeichnungen.
| Nr. | Name                         | Vertretener Bundesstaat |
| --- | ---------------------------- | ----------------------- |
| 01  | George Washington            | Virginia                |
| 02  | George Read                  | Delaware                |
| 03  | Gunning Bedford, Jr.         | Delaware                |
| 04  | John Dickinson               | Delaware                |
| 05  | Richard Bassett              | Delaware                |
| 06  | Jacob Broom                  | Delaware                |
| 07  | James McHenry                | Maryland                |
| 08  | Daniel of St. Thomas Jenifer | Maryland                |
| 09  | Daniel Carroll               | Maryland                |
| 10  | John Blair                   | Virginia                |
| 11  | James Madison Jr.            | Virginia                |
| 12  | William Blount               | North Carolina          |
| 13  | Richard Dobbs Spaight        | North Carolina          |
| 14  | Hugh Williamson              | North Carolina          |
| 15  | John Rutledge                | South Carolina          |
| 16  | Charles Cotesworth Pinckney  | South Carolina          |
| 17  | Charles Pinckney             | South Carolina          |
| 18  | Pierce Butler                | South Carolina          |
| 19  | William Few                  | Georgia                 |
| 20  | Abraham Baldwin              | Georgia                 |
| 21  | John Langdon                 | New Hampshire           |
| 22  | Nicholas Gilman              | New Hampshire           |
| 23  | Nathaniel Gorham             | Massachusetts           |
| 24  | Rufus King                   | Massachusetts           |
| 25  | William Samuel Johnson       | Connecticut             |
| 26  | Roger Sherman                | Connecticut             |
| 27  | Alexander Hamilton           | New York                |
| 28  | William Livingston           | New Jersey              |
| 29  | David Brearley               | New Jersey              |
| 30  | William Paterson             | New Jersey              |
| 31  | Jonathan Dayton              | New Jersey              |
| 32  | Benjamin Franklin            | Pennsylvania            |
| 33  | Thomas Mifflin               | Pennsylvania            |
| 34  | Robert Morris                | Pennsylvania            |
| 35  | George Clymer                | Pennsylvania            |
| 36  | Thomas Fitzsimons            | Pennsylvania            |
| 37  | Jared Ingersoll              | Pennsylvania            |
| 38  | James Wilson                 | Pennsylvania            |
| 39  | Gouverneur Morris            | Pennsylvania            |